# Пунта-Карнеро (Іспанія)
Пу́нта-Карне́ро, або Козлячий мис (ісп. Punta Carnero) — мис на південному іспанському узбережжі Середземного моря, неподалік міста Альхесірас. На мисі розташований маяк, видимий при вході до Гібралтарської бухти і протоки. Поблизу мису лежить Козлячий острів.
У серпні 1415 року тут відбулася військова нарада португальців під проводом Жуана I, напередодні здобуття ними Сеути. 